# Ellychnia lacustris
Ellychnia lacustris är en skalbaggsart som beskrevs av Leconte 1852. Ellychnia lacustris ingår i släktet Ellychnia och familjen lysmaskar. Inga underarter finns listade i Catalogue of Life.